# Dřevěný most (Pernštejn)
Dřevěný most v osadě Pernštejn, části městyse Nedvědice v okrese Brno-venkov, překonává říčku Nedvědičku. Postaven byl v 19. století a je chráněn jako kulturní památka České republiky. Na most je zákaz vjezdu a slouží jako lávka.
Tento krytý most trámové, dvojité věšadlové konstrukce má délku 13,2 m (uváděna je také hodnota 12 m), jeho mostovka se nachází 3 m nad hladinou toku. Jeho zvláštností, na jiných zachovaných krytých dřevěných mostech v Česku jinde se nevyskytující, je čtveřice kamenných pilířů s výškou přibližně 2,5 m, které po dvojicích na každém konci mostu nesou jeho střechu. Mezi pilíři je šířka komunikace 3,6 m. Uprostřed mostu se v obou bočních stěnách nachází čtyři okna. Střecha je sedlová, krytá šindelem. Materiálem pro stavbu bylo smrkové a modřínové dřevo.
Most pochází z 19. století, dle názoru místních obyvatel byl postaven snad kolem roku 1830, literatura uvádí konec 19. století. Rekonstruován byl v roce 1933, k celkové opravě došlo roku 2005, kdy musely být vyměněny také nosné trámy.